# Karabin Karlé wz.1867
Karabin iglicowy Karlé wz. 1867 (ros. Игольчатая Bинтовка Карле обр. 1867) – rosyjski jednostrzałowy karabin iglicowy.

## Historia
W 1865 roku mieszkający w Wielkiej Brytanii Niemiec, Johann Friedrich Christian Carl (lub też: Carlé, Karl, Karlé) opracował karabin iglicowy własnej konstrukcji. Sukces niemieckiego karabinu Dreyse skłonił dowództwo rosyjskie do wprowadzenia własnego karabinu iglicowego, jednak bardziej zaawansowanego niż konstrukcja Johana von Dreyse. Wybór padł na karabin Karle, który został przyjęty na wyposażenie armii 28 marca 1867 roku.
Pierwsze egzemplarze powstawały poprzez przebudowę 6-liniowych karabinów wzór 1856 roku (i późniejszych), następnie produkowane były od podstaw. Testy nowego karabinu wykazały jego poważne wady: pękanie iglicy (wada typowa dla karabinów iglicowych, w których na ten element działały duże siły), nieszczelność zamka (wydostające się gazy prochowe mogły poparzyć strzelca), kiepska balistyka używanych pocisków, podatność na zanieczyszczenia niespalonymi resztkami prochu. Ostatecznie zrezygnowano z produkcji karabinu, a posiadane egzemplarze wysłano do wewnętrznych okręgów Rosji, na Syberię i do Turkiestanu. Zastąpiły go karabiny zasilane nabojami w łusce metalowej: Baranowa i Krnka, a od 1870 r. wprowadzono nowocześniejsze Berdany. W 1877 r. w chwili wybuchu wojny rosyjsko-tureckiej armia rosyjska posiadała na wyposażeniu 150 868 szt. (w eksploatacji) i 51 096 szt. (w rezerwie).

## Konstrukcja
Karabin Karle był jednostrzałowym karabinem iglicowym z zamkiem suwliwym.
Do zasilania używano naboju scalonego w łusce papierowej, opracowanego przez płk. Wiełtiszczewa (rus. Вельтищев). Produkowany był w dwóch wersjach: strzeleckiej (z celownikiem o maksymalnej nastawie do 853 metrów) i piechoty (tylko do 427 metrów). Karabin nie posiadał wyciągu, ponieważ papierowa łuska ulegała spaleniu, a jej resztki usuwane były przy kolejnym wystrzale. Szybkostrzelność wynosiła: 8–10 strzałów/min.